# Wygiełzów (Dąbrowa Górnicza)
Wygiełzów – część miasta (na prawach powiatu) Dąbrowy Górniczej, w województwie śląskim. Stanowi osiedle w granicach dzielnicy Ząbkowice. Do 1955 samodzielna wieś.
Leży w centralnej części miasta, na północ od Ząbkowic i na wschód od Bielowizny, głównie w okolicy ulicy Hallerczyków. Graniczy od wschodu z linią kolejową. Na północ od Wygiełzowa znajdują się pola uprawne; оd południa okala go obszar zalesiony.

## Historia
W latach 1867–1941 Wygiełzów należał do gminy Wojkowice Kościelne w powiecie będzińskim. W II RP przynależał do woj. kieleckiego, gdzie 31 października 1933 otrzymał status gromady w gminie Wojkowice Kościelne.
Podczas II wojny światowej włączony do III Rzeszy i utworzonej tam gminy Zombkowitz.
18 stycznia 1945 wraz z powiatem będzińskim włączony do  województwa śląskiego, gdzie stanowił jedną z jedenastu gromad gminy Ząbkowice
W związku z reformą znoszącą gminy jesienią 1954 roku, Wygiełzów włączono do gromady Ząbkowice. 1 stycznia 1956 gromadę Ząbkowice zniesiono w związku z nadaniem jej statusu osiedla, przez co Wygiełzów stał się integralną częścią Ząbkowic.
18 lipca 1962 osiedlu Ząbkowice nadano status miasta przez co Wygiełzów stał się obszarem miejskim w mieście Ząbkowice. 1 lutego 1977 miasto Ząbkowice (z m.in. Wygiełzowem) stało się częścią Dąbrowy Górniczej.